# Trockenurinal

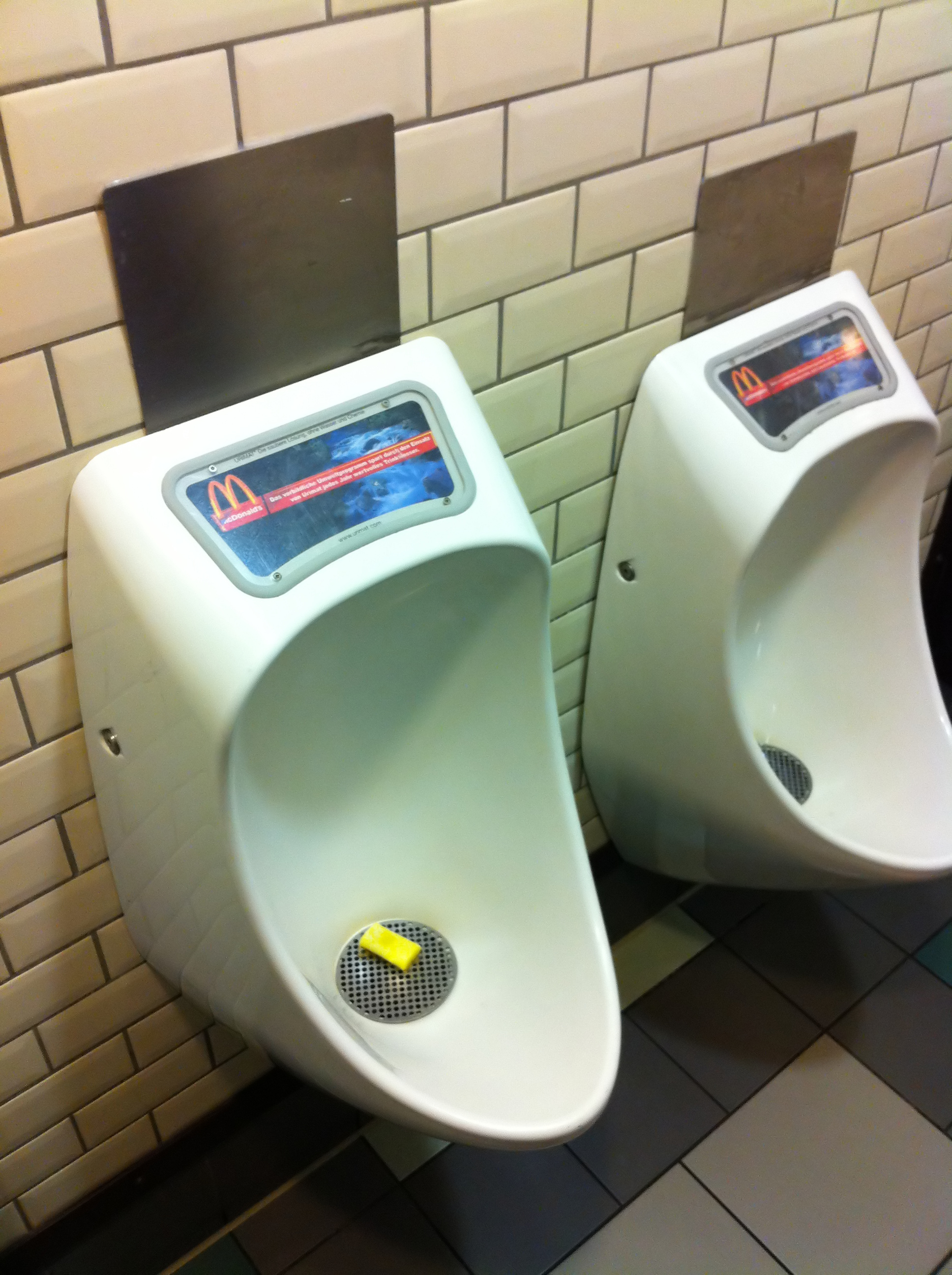
Wasserlose Urinale in einem Schnellrestaurant

Ein Trockenurinal (auch wasserloses Urinal) ist ein Urinal mit Ablauf, aber ohne Wasserspülung.
Herkömmliche Urinale benötigen pro Spülung mindestens drei Liter Wasser, wasserlose hingegen funktionieren ganz ohne Wasser und Spülvorrichtung.
Das erste Trockenurinal im heutigen Sinne wurde Ende des 19. Jahrhunderts von Wilhelm Beetz nach Erfindung des von ihm so bezeichneten Ölsiphons entwickelt. Die ebenso von ihm entwickelte Sperrflüssigkeit nannte er Urinol.

## Funktionsweise
Trockenurinale werden mit einem Siphon betrieben, in den eine biologisch abbaubare „Sperrflüssigkeit“ eingefüllt wird. Diese Flüssigkeit ist leichter als Urin und hydrophob. Der schwerere Urin kann somit durch die Sperrflüssigkeit hindurch abfließen, ohne sich mit dieser zu vermischen. Im Gegensatz zum herkömmlichen Urinal, bei dem der Geruchsverschluss durch das im Siphon verbleibende Spülwasser erfolgt, wird im Trockenurinal das Entweichen unangenehmer Gerüche durch die oben schwimmende Sperrflüssigkeit verhindert und somit kein Wasser verbraucht. Eine weitere Form der Trockenurinale arbeitet mit einer flüssigkeitsdurchlässigen Membran.
Beide Formen müssen gewartet werden (Sperrschicht nachfüllen beziehungsweise Membran ersetzen). Außerdem ist bei der Ausführung mit einer Membran sicherzustellen, dass keine Fremdkörper in das Urinal geworfen werden können (zum Beispiel Zigarettenkippen). Dieses System wird auch in Kombination mit einer Spüldüse angeboten, die mit einem Liter Wasser pro Spülung auskommen soll.
Ein drittes System arbeitet mit einem Schwimmer in einem flüssigkeitsgefüllten Behälter. Er wird durch auftreffende Flüssigkeit niedergedrückt, sodass diese abfließen kann, anschließend drückt er wieder nach oben gegen den Ablauf, sodass keine Kanalgase austreten können. Wartungsaufwand kann hier durch Undichtigkeiten der Schwimmer-Ablaufverbindung auftreten (ggfs. Austausch oder Reinigung der Teile).

## Einsatz
Von den etwa sechs Millionen Urinalen in Deutschland waren 2006 etwa 5000 (davon 450 schon seit der Expo 2000 in Hannover) und 2009 etwa 100.000 wasserlos.